# GooPhone

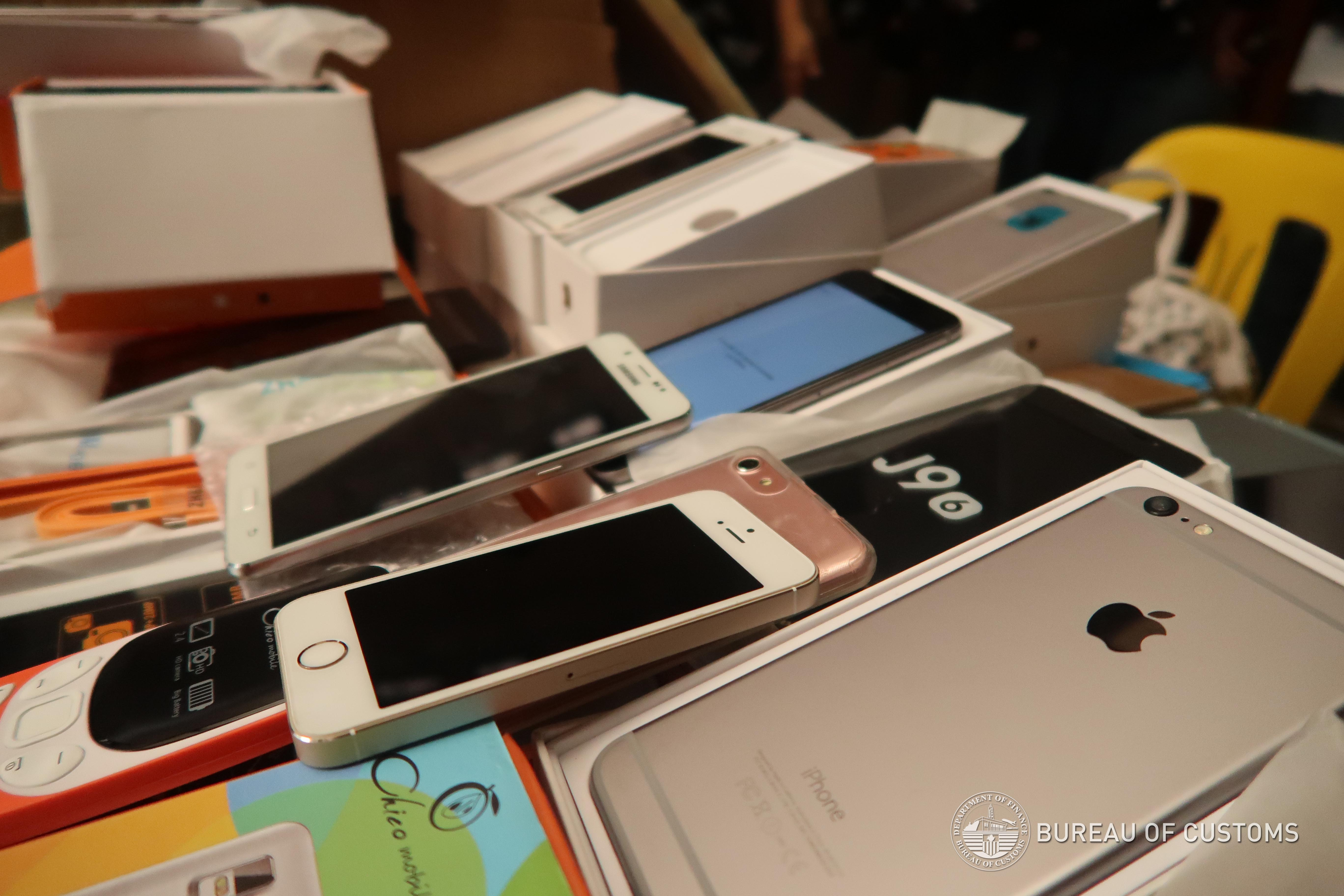
Teléfonos de Goophone

Goophone es un fabricante de teléfonos basado en Hong Kong, China.

## Goophone i5
Apple, al igual que muchos fabricantes, puede haber sido víctima de las filtraciones de información, algunas de ellas sobre el iPhone 5. 

## Características
El i5 se compone de 512 MB de RAM, que se ejecuta bajo Android 4.0,  tiene un procesador MTK6577 de 1,2 Ghz de doble núcleo y una cámara de 8 megapíxeles, con una pantalla de 4 pulgadas y una resolución de 960 * 540 píxeles.